# Tomentella asperula
Tomentella asperula är en svampart som först beskrevs av Petter Adolf Karsten, och fick sitt nu gällande namn av Höhn. & Litsch. 1906. Tomentella asperula ingår i släktet Tomentella och familjen Thelephoraceae.  Arten är reproducerande i Sverige. Inga underarter finns listade i Catalogue of Life.